# 新山手病院
新山手病院（しんやまのてびょういん）は、公益財団法人結核予防会が、東京都東村山市諏訪町に設置する病院。スタジオジブリ制作のアニメーション映画『となりのトトロ』に登場する「七国山病院」のモデルとして知られる。

## 沿革
（この節の出典）
- 1939年（昭和14年）5月 - 皇后の令旨を受け、秩父宮妃を総裁として、財団法人結核予防会を設立。
- 1939年（昭和14年）9月 - 保生園の開園（214床）
- 1956年（昭和31年）11月 - 第一生命、東京ガス、第一銀行をはじめ7つの委託病棟（各種企業体から運営を委託された病棟）が設置され490床の療養所となる。
- 1971年（昭和46年）10月 - 保生園を保生園病院と改称。
- 1989年（平成元年）6月 - 保生園病院を新山手病院と改称。

## 診療科
- 内科[2]
- 消化器内科[2]
- 循環器内科[2]
- 呼吸器内科[2]
- 心療内科[2]
- 神経内科[2]
- 外科[2]
- 呼吸器外科[2]
- 整形外科[2]
- 皮膚科[2]
- 泌尿器科[2]
- リハビリテーション科[2]
- 脳神経外科[2]
- 歯科口腔外科[2]
- 放射線治療科[2]

## 医療機関の指定・認定
（下表の出典）
| 保険医療機関                                   | 生活保護法指定医療機関 |
| 労災保険指定医療機関                           | 結核指定医療機関       |
| 指定自立支援医療機関（更生医療）               | DPC対象病院            |
| 身体障害者福祉法指定医の配置されている医療機関 |                        |

- 救急告示病院（二次救急）[3]
- 第二種感染症指定医療機関[4]
- このほか、各種法令による指定・認定病院であるとともに、各学会の認定施設でもある。

## 交通アクセス
- 西武新宿線「東村山駅」より徒歩15分又はグリーンバス（東村山市コミュニティバス）「諏訪町循環」乗車、「新山手病院」停留所下車[5]